# Marcipalina submarginalis
Marcipalina submarginalis là một loài bướm đêm trong họ Erebidae.